# 木曽川水園

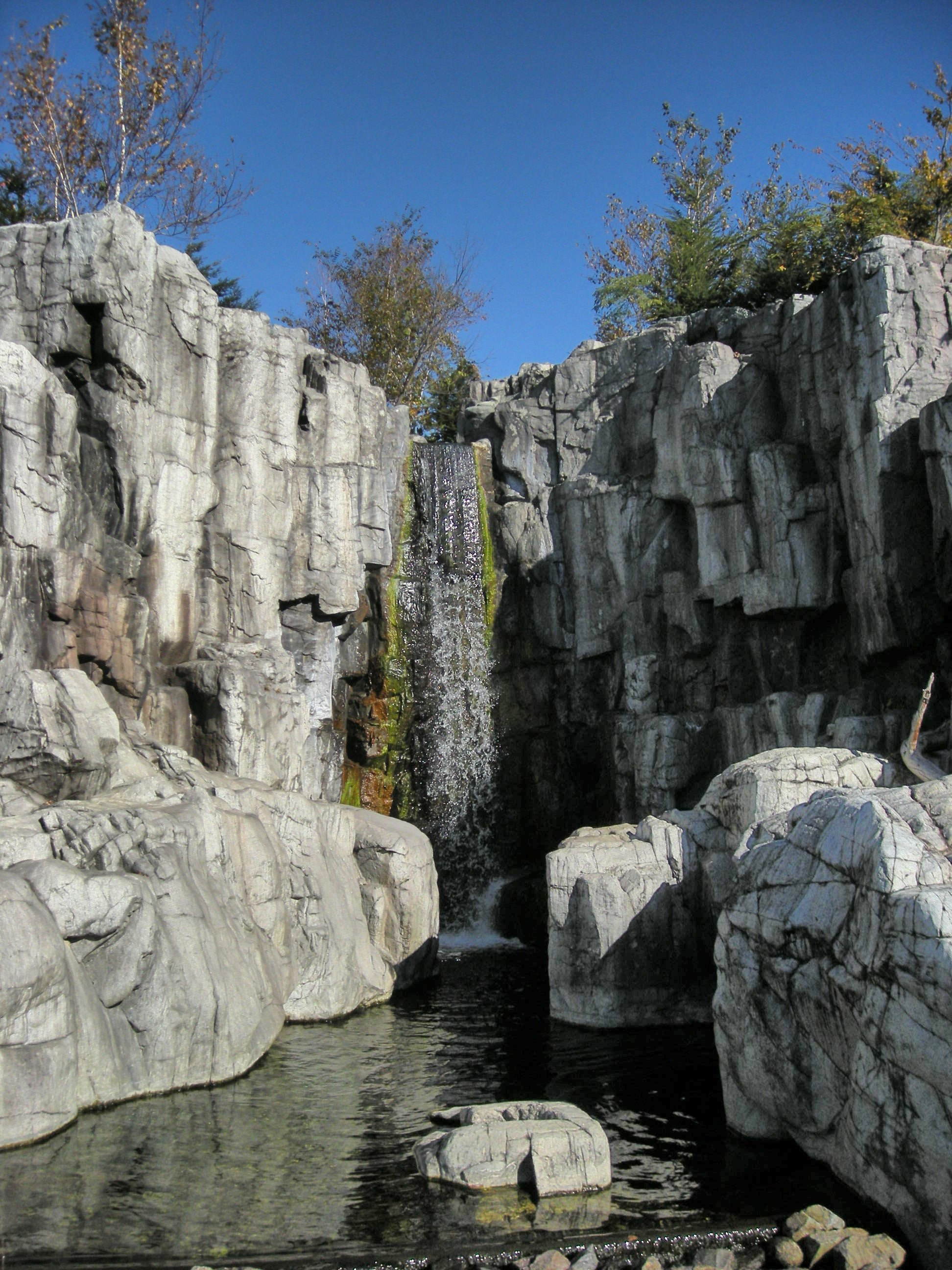
大滝（渓谷の景）

木曽川水園（きそがわすいえん）は、1999年（平成11年）7月、岐阜県各務原市川島笠田町にある環境共生型テーマパーク「河川環境楽園」内にある国営公園施設。

## 概要
木曽川の上流から下流部までの風景や自然を全長約500mの中に再現しており、水辺の自然や生きもの、農家の暮らしなどを実際に体験できる。環境教育の拠点である自然発見館を中心に、木曽川水園全体を、遊びながら学ぶことができる「野外博物館＝フィールドミュージアム」として位置づけられている。水遊び、木船遊覧や魚のつかみ取り等、参加体験型のイベントも用意され、多くの人々に親しまれている。

## 全体構成
下流ゾーン
- 大地を流れる河川を軸とした大らかな景観を、川辺の広がりの「河原の景」、「大河の景」、ゆったりとした下流の「入江の景」で構成した自然体験ゾーン。
- かつては木船遊覧（有料）が楽しめたが、船頭などの高齢化もあり、2024年（2020年から休止中）に廃止された。

中流ゾーン
- 扇状地から平野に広がるのどかな景観を、草花咲く「田園の景」、池等にトンボやホタルが飛び交う「郷の景」で構成した、多様な河川生物とのふれあいの場。

中間渓流ゾーン
- 「瀬」と「淵」の自然景観と山里の人文景観を、茶畑や水車小屋等を含めた「山里の景」で構成した山里体験ゾーン。

山地渓流ゾーン
- 山深い山間・渓谷の自然環境を深山渓谷「山渓の景」、奇岩・岩礁の「渓谷の景」で構成した探検ゾーン。

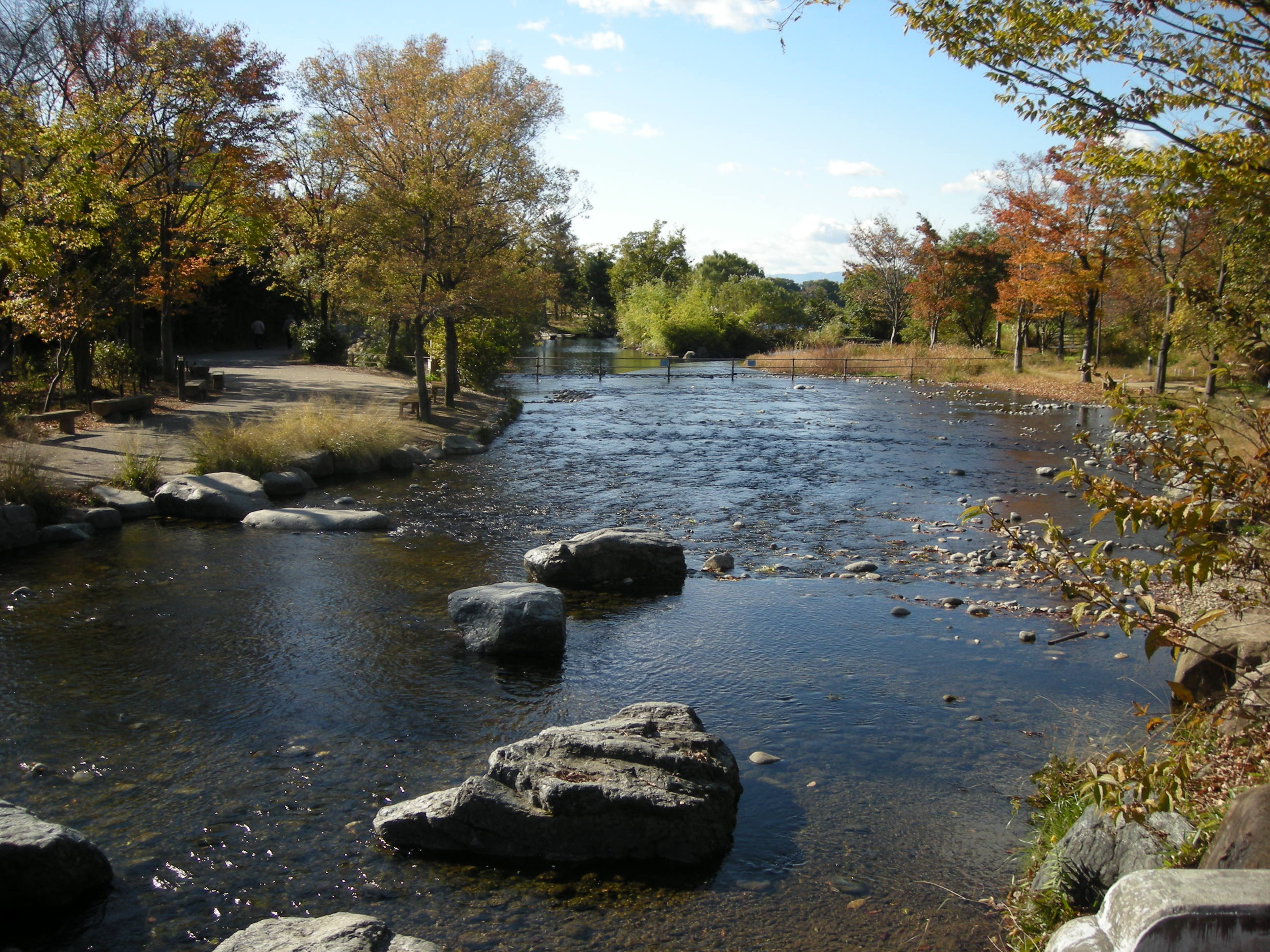
川原の景
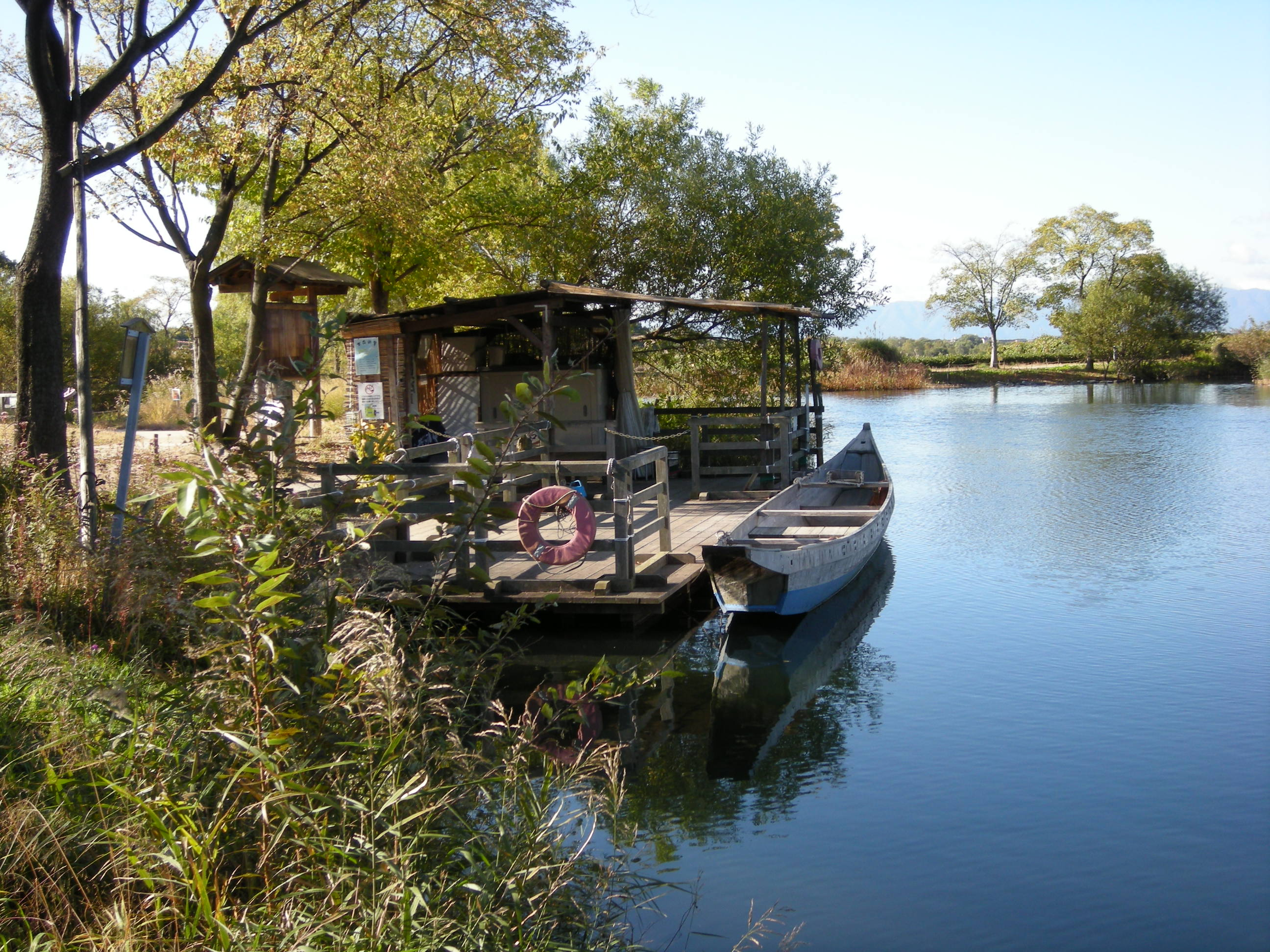
木舟乗り場
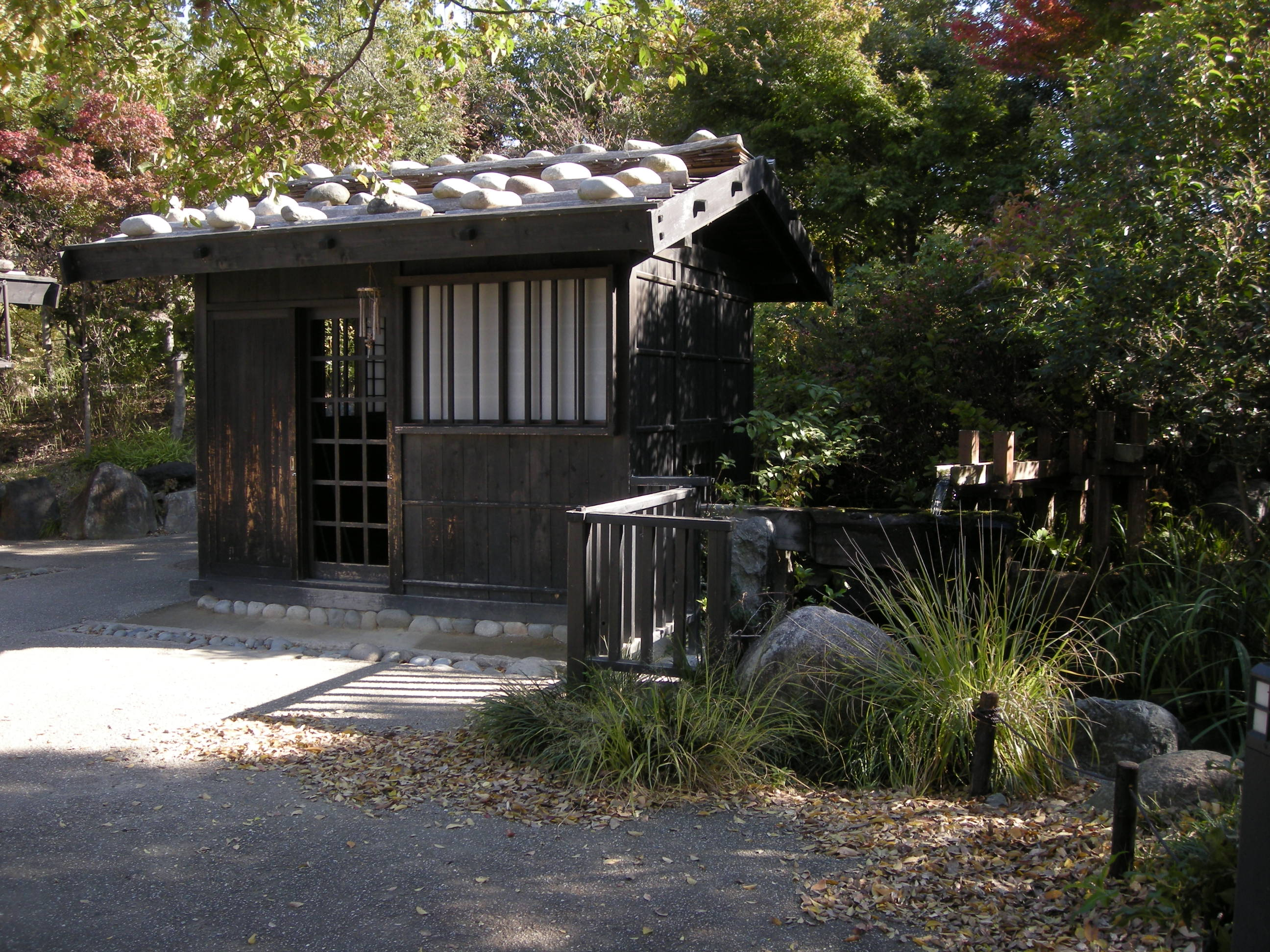
水車小屋
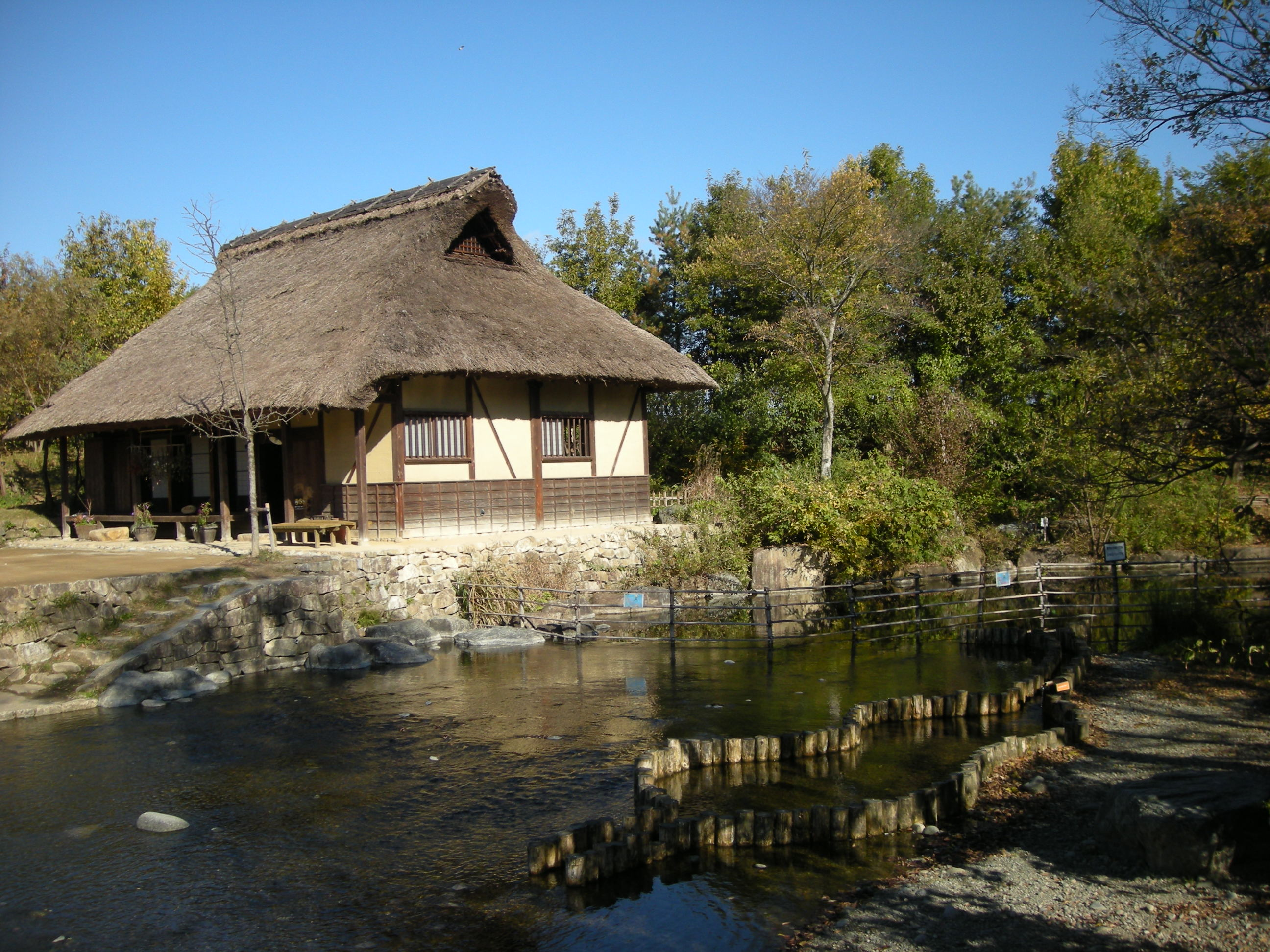
山里の景
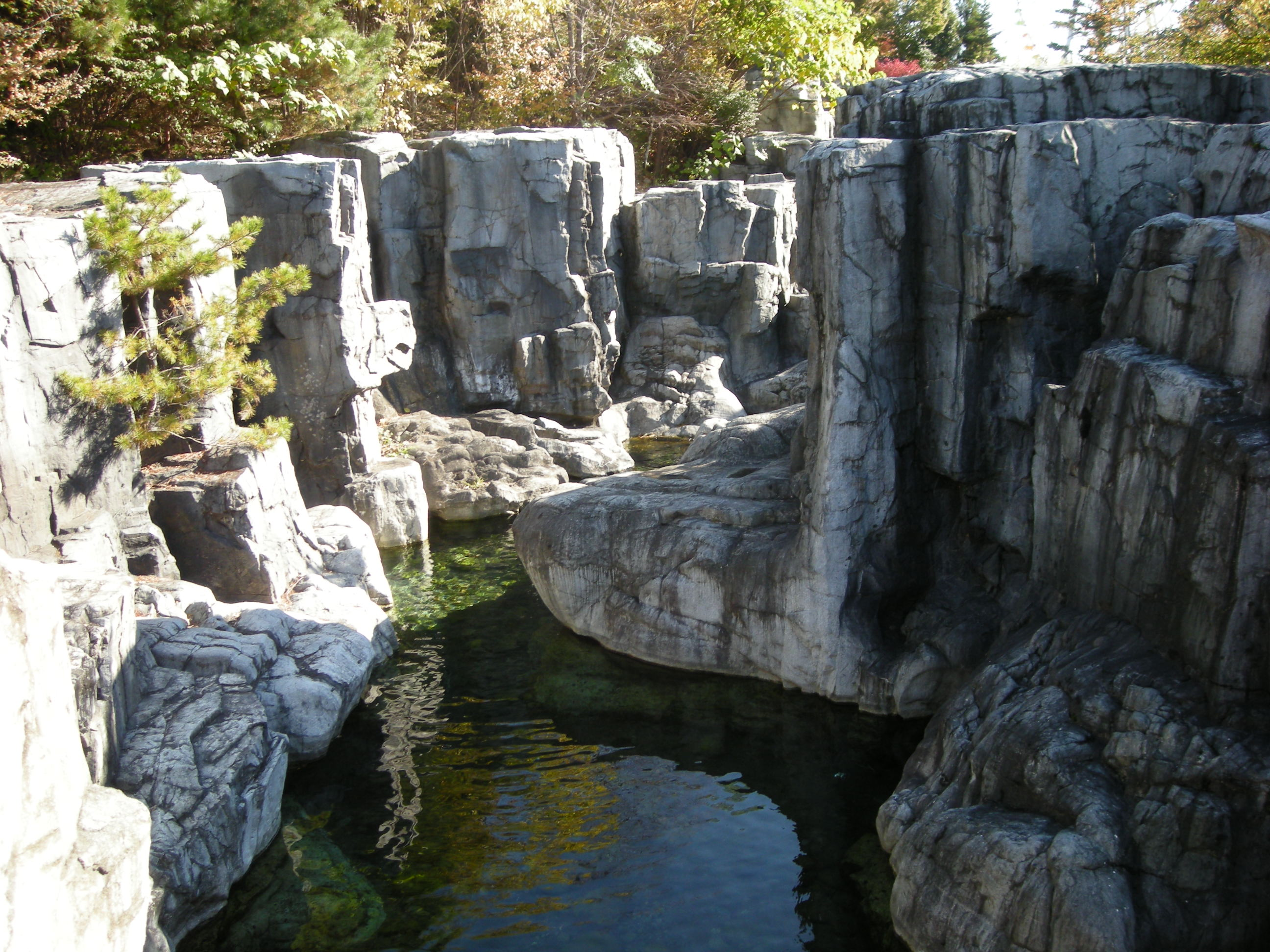
渓谷の景
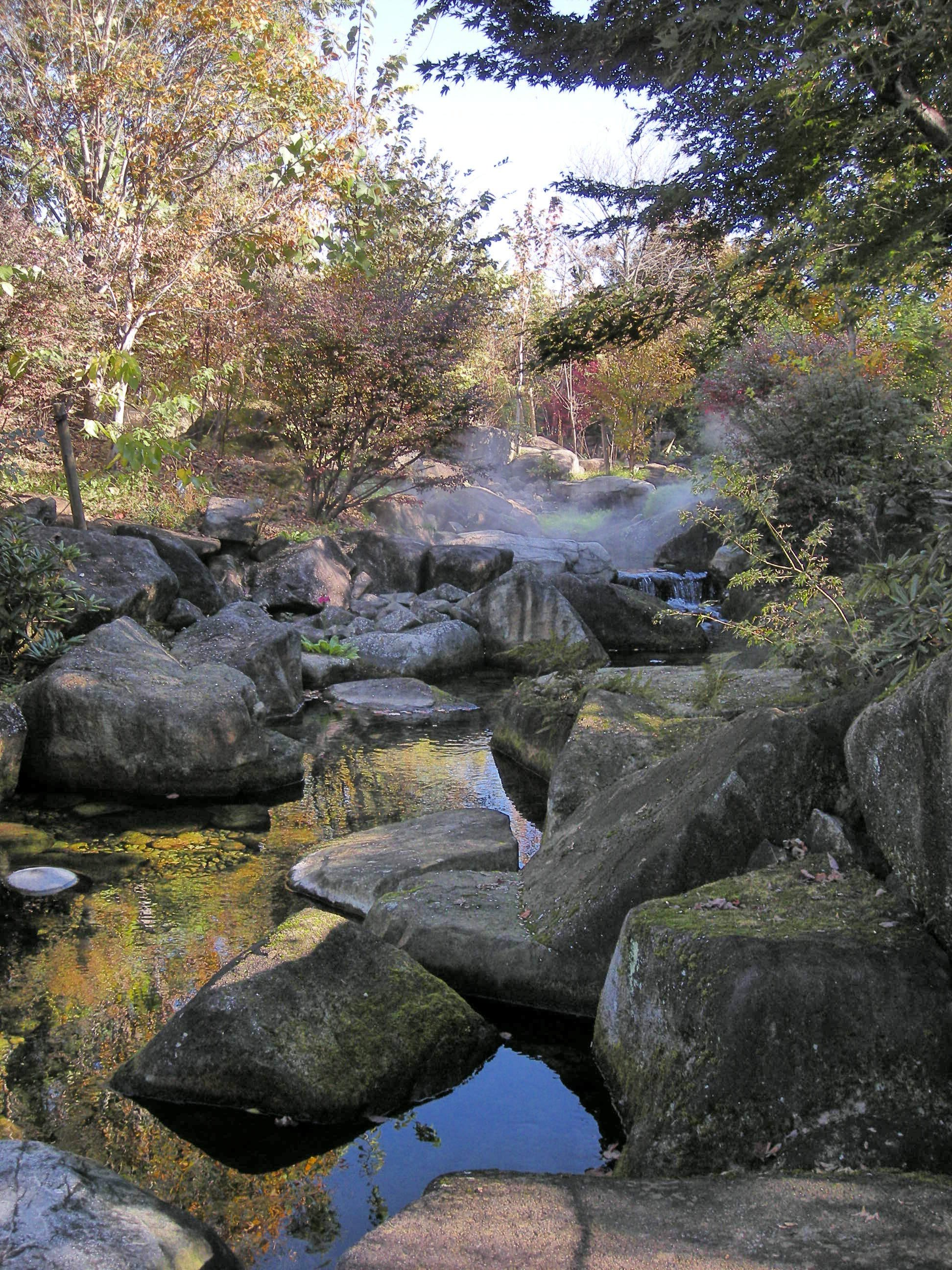
山渓の景

## 周辺施設
- 自然発見館
- 水辺共生体験館
- 岐阜県水産研究所
- 自然共生研究センター
- オアシスパーク
- アクア・トトぎふ
- かさだ広場
- 各務原アウトドアフィールド
- ツインアーチ138
- 笠松町多目的運動場　（岐阜県フットボールセンター）

## 交通アクセス
- 名鉄各務原線 各務原市役所前駅から各務原市ふれあいバス川島線で「河川環境楽園」バス停下車すぐ。
- 名鉄一宮駅バスターミナル3番のりばから名鉄バス「138タワーパーク」行きで「138タワーパーク」バス停にて下車し、徒歩で約20分。
- 名鉄名古屋本線笠松駅から岐阜バス笠松川島線「河川環境楽園」バス停下車し、河川環境楽園内を歩いて約8分。または、笠松町公共施設巡回町民バス「スポーツ交流館前」バス停からトンボ天国方面（河川環境楽園地区橋梁経由）徒歩で約20分。